# Felix Rothenhäusler
Felix Rothenhäusler (* 1981 in Tuttlingen) ist ein deutscher Theaterregisseur.

## Leben
Rothenhäusler studierte Theater- und Medienwissenschaft in Bayreuth und Paris und Regie an der Theaterakademie Hamburg. Er inszenierte am Theater Bielefeld, dem Staatstheater Saarbrücken, dem Deutschen Theater Göttingen, dem Theater Heidelberg und dem Düsseldorfer Schauspielhaus und ist seit 2012 Hausregisseur am Theater Bremen. 2015 inszenierte er Reinhard Jirgls Science-Fiction-Roman Nichts von euch auf Erden an den Münchner Kammerspielen.
Mit seiner Inszenierung Ödipus wurde Rothenhäusler 2009 noch während seines Studiums zum Körber Studio Junge Regie in Hamburg und zum Radikal jung Festival in München eingeladen. Seine Inszenierung von Eugène Labiches Die Affäre Rue de Lourcine wurde 2010 zum Festival Premières in Straßburg eingeladen.
Zusammen mit dem Autor Jan Eichberg brachte Rothenhäusler mehrere Theaterstücke und Musicals auf die Bremer Bühne.
Seine Inszenierung des Feminismus-Dramas Wunde R von Enis Maci erlebte am 15. Juni 2020 in den Münchner Kammerspielen eine COVID-19-bedingt modifizierte Uraufführung.
Seit 2017 ist er Dozent an der Hochschule für Musik und Theater Hamburg.
Zur Spielzeit 2025/26 wird Felix Rothenhäusler Intendant des Theaters Freiburg.

## Belege
1. ↑  Anna Landefeld: Wunde R – Münchner Kammerspiele – Felix Rothenhäusler bringt Enis Maci Stück zur Uraufführung, Rezension auf nachtkritik.de vom 15. Juni 2020, abgerufen am 19. Juni 2020.
2. 1 2  Amtsblatt der Stadt Freiburg vom 3. Februar 2024

| Personendaten    | Personendaten              |
| ---------------- | -------------------------- |
| NAME             | Rothenhäusler, Felix       |
| KURZBESCHREIBUNG | deutscher Theaterregisseur |
| GEBURTSDATUM     | 1981                       |
| GEBURTSORT       | Tuttlingen                 |